# Simone Weil

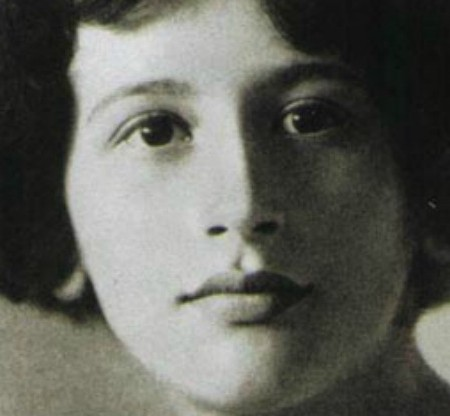
Simone Weil op 12-jarige leeftijd, 1921

Simone Weil (Parijs, 3 februari 1909 – Ashford, Kent, 24 augustus 1943) was een Frans-Joodse filosofe en politiek activiste.

## Biografie
Hoewel haar ouders beiden Joods waren, werden zij en haar broer, de wiskundige André Weil, opgevoed als agnostici.
Simone Weil was een leerling van de École normale supérieure. Zij studeerde bij de filosoof Alain, bij wie ook Jean-Paul Sartre en Simone de Beauvoir studeerden. Simone Weil werd politiek actief vanuit een sterk besef voor rechtvaardigheid. Ze was als socialiste en marxiste onder andere betrokken bij het theoretische tijdschrift La Critique Sociale en het syndicalistische blad La Révolution Sociale. Ondanks lichamelijke problemen werkte ze in 1935 acht maanden lang in fabrieken (o.a. Alsthom) om het lot van de arbeiders te delen. Later nam ze deel aan de Spaanse Burgeroorlog, maar moest al snel terugkeren na een ongeluk waarbij ze zware brandwonden opliep.
In die periode, tussen haar 26ste en 28ste levensjaar, bezocht zij onder andere de Basiliek van de Heilige Maria ter engelen in Assisi en de Abdij Saint-Pierre van Solesmes. Zij ging zich in de christelijke mystiek verdiepen, maar ook in de godsdiensten van het oude Egypte en de godsdiensten van India. Daar in Assisi en in Solesmes maakte ze enkele mystieke ervaringen mee. Als ze het gedicht "Love" van George Herbert zachtjes opzegt meent zij de aanwezigheid van Jezus Christus bij zich gewaar te worden. Dit leidt tot een periode van zoeken. Zou zij zich tot het rooms-katholieke geloof bekeren? Maar uiteindelijk na veel "soulsearching" en gesprekken met geestelijken (bv de Dominicaan pater Joseph Perrin O.P.) ging zij toch niet zover dat ze zich liet dopen. Daarvoor had zij te veel vragen bij de kerk als instituut en was het belang dat zij hechtte aan haar onafhankelijk verstand te groot. Als iemand die zéér met het lot van de arbeiders begaan was en dat ook gedeeld had, had zij wel een hoge achting voor de Jeunesse Ouvrière Chretienne (JOC) ofwel de Kajotterbeweging.

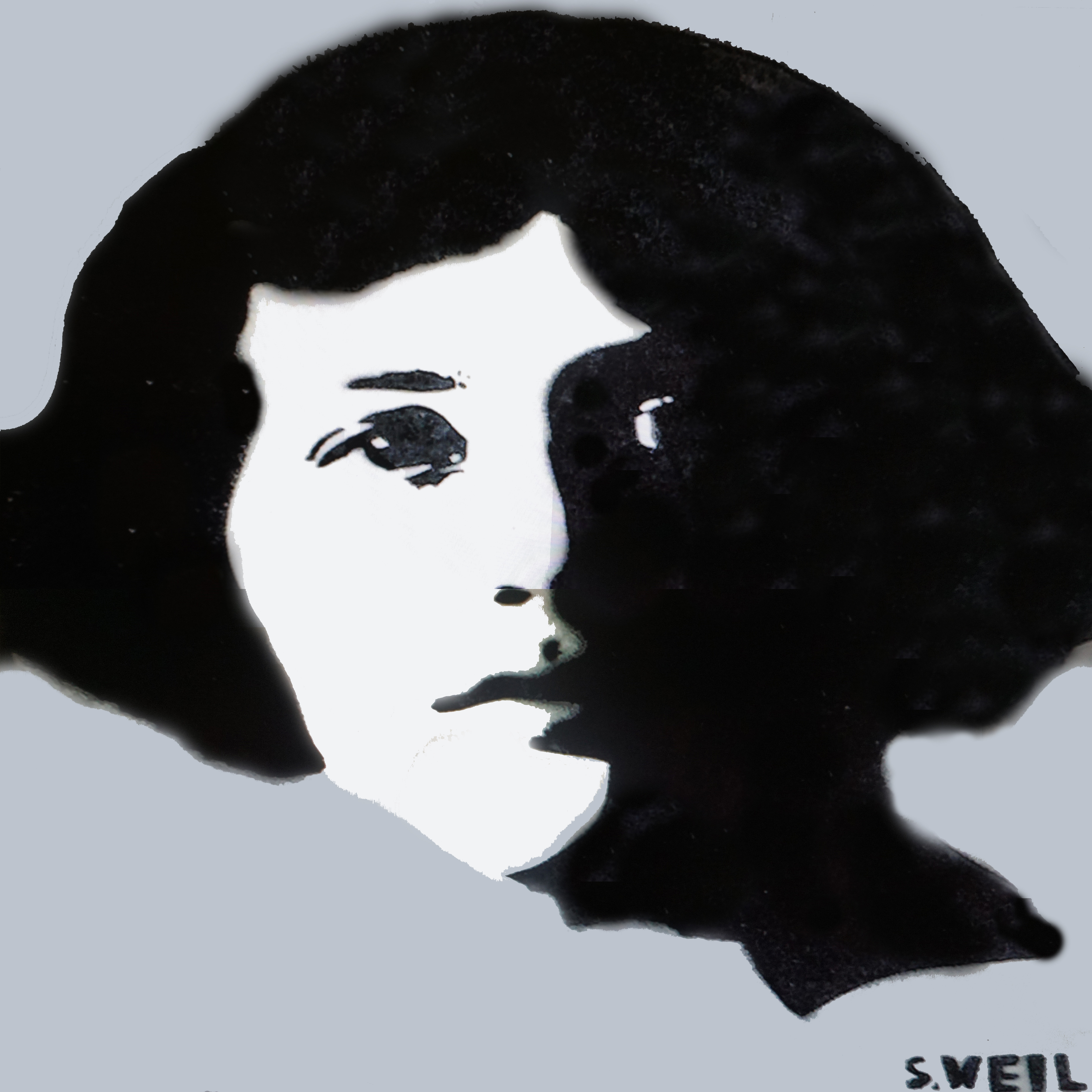
Street art beeld van Simone Weil in Berlijn-Kreuzberg (2019)

In 1940 vluchtte ze uit Parijs naar Marseille. In mei 1942 trok ze met haar ouders naar New York, maar van meet af aan was het voor haar duidelijk dat New York een tussenstop zou zijn. Ze wilde naar Londen om deel te nemen aan het verzet tegen de Duitse bezetting. Pas in december 1942 lukte het om een visum te bemachtigen en terug naar Europa te reizen. Tijdens haar verblijf in Londen werkte ze voor een commissie van La France libre, het Franse verzet dat onder leiding stond van Charles de Gaulle. Ze was actief als redacteur om bestaande voorstellen over de hervorming van de Franse staat van commentaar te voorzien, maar schreef ook zelf zulke voorstellen.
In Engeland moest zij worden behandeld voor tuberculose, waaraan zij uiteindelijk op 34-jarige leeftijd in een sanatorium te Ashford overleed.
Tijdens haar leven publiceerde zij slechts enkele artikelen. Pas na haar dood zijn haar geschriften uitgegeven die zij vóór haar vertrek naar New York had achtergelaten bij haar geestelijk raadsman, de dominicaan Joseph Perrin. In Londen werkte ze aan haar laatste essays, waaronder het omvangrijke manuscript L’enracinement (lett. ‘De verworteling’), dat de Franse schrijver Albert Camus erg bewonderde. Hij stimuleerde de postume publicatie van dit boek en van andere van haar teksten.

## Denkbeelden
Centraal in haar gedachtegoed stond de afwezigheid van God. Nadat deze de wereld geschapen had uit het niets, verwijderde hij zichzelf - uit liefde - uit hetgeen hij gecreëerd had ("ontschepping"). Hij geeft het podium als het ware aan de mens. Liet deze op aarde over aan simplistische, primitieve oerkrachten (la pesanteur, de zwaartekracht en ook "de noodzaak"). Het enige dat de mens hier tegenover kan stellen is een bovennatuurlijke kracht, namelijk la grâce, genade. Hij/zij kan deze ontvangen door "aandacht", door zich voor God open te stellen. Zich leeg te maken van zichzelf en zijn "ik" uit te schakelen. Dat heeft een gevolg voor zijn verhouding tot zijn medemensen: de harmonie tussen de mensen wordt erdoor verwerkelijkt. Zo worden mensen nu elkaars gelijken en verschijnt God als 'het enige principe van harmonie'. Christus is voor haar daarbij in feite de stilzwijgende tussenpersoon: "elke ware vriendschap loopt via Christus". Vriendschap en gerechtigheid zijn een en dezelfde.

## Werken in Nederlandse vertaling
- 1934, Oorlog en revolutie, vertaler onbekend, Nieuwe Niedorp: Brochuren-depot der I.A.M.V. (Internationale Anti-Militaristische Vereniging)
- 1954, Zwaartekracht en genade [La pesanteur et la grâce], vertaling Louis Thijssen, Tielt: Lannoo
- 1955, De gedachtenwereld van Simone Weil: inleiding, bloemlezing, commentaar, red. en vert. Herman Berger, Bussum: Paul Brand
- 1962, Wachten op God [Attente de Dieu], vertaling Robert Hensen, Utrecht: Bijleveld (2e druk 1997)
- 1990, De geschonden ziel: Over de menselijke waardigheid [La personne et le sacré], vertaling Frits de Lange, Baarn: Ten Have
- 1993, Brief aan een kloosterling [Lettre à un religieux / Lettre au père Coutturier], vertaling Herman Berger, Kampen: Kok Agora
- 2018, Onderdrukking en vrijheid: Filosofische en politieke geschriften, vertaling Johny Lenaerts, Utrecht: Kelderuitgeverij
- 2020, Liefde is licht: Religieuze teksten van Simone Weil, redactie en vertaling L. Bastiaens en Frits de Lange, Utrecht: KokBoekencentrum
- 2021, Waar strijden wij voor? Over de noodzaak van anders denken [Étude pour une déclaration des obligations envers l'être humain et autres textes], vertaald, ingeleid en van noten voorzien door Jan Mulock Houwer, Utrecht: Uitgeverij IJzer
- 2021, Wat is heilig in de mens? De laatste essays [Écrits de Londres], redactie en vertaling Thomas Crombez en Jacques Graste, Borgerhout: Letterwerk
- 2022, Verworteling. Wat we de mens verplicht zijn [Prélude à une déclaration des devoirs envers l'être humain], vertaald en gebracht door Jan Mulock Houwer; met een nawoord van Joke J. Hermsen; eindredactie: Meindert Boersma, Jet Quadekker, Utrecht: Uitgeverij IJzer
- 2022, Over oorlog en het probleem van motivatie in crisistijd, vertaald en gebracht door Jan Mulock Houwer, Utrecht: Uitgeverij IJzer

## Werken
- 1932–1942, Sur la science (ongepubliceerd; postume publicatie: Gallimard, 1966)
- 1933, ‘Réflexions sur la guerre’, in: La Critique sociale, n° 10
- 1933–1934, Leçons de philosophie (lycée de Roanne 1933-1934) (ongepubliceerd; postume publicatie: Plon, 1959)
- 1934, ‘Un soulèvement prolétarien à Florence au XIVe siècle’, in: La Critique sociale, n° 11
- 1933-1934, Carnet de bord (ongepubliceerd; postume publicatie: Œuvres complètes, dl. VI, Gallimard, 1994)
- 1933-1943 Oppression et liberté (ongepubliceerd; postume publicatie: Gallimard, 1955)
- 1934, ‘Réflexions sur les causes de la liberté et de l'oppression sociale’, in: La révolution prolétarienne
- 1936–1942, La source grecque (ongepubliceerd; postume publicatie: Gallimard, 1953)
- 1937, La condition ouvrière (ongepubliceerd; postume publicatie: Gallimard, 1951)
- 1939 ‘L’Iliade ou le poème de la force’, in: Les Cahiers du Sud
- 1940 Note sur la suppression générale des partis politiques (ongepubliceerd; postume publicatie: 1950)
- 1940 Poèmes, suivis de Venise sauvée, Lettre de Paul Valéry (ongepubliceerd; postume publicatie: Gallimard, 1955)
- 1940–1942 Cahiers. I (ongepubliceerd; postume publicatie: Plon, 1951)
- 1940-1942 Cahiers. II (ongepubliceerd; postume publicatie: Plon, 1953)
- 1940-1942 La pesanteur et la grâce, fragmenten gekozen uit de elf Cahiers geschreven in Marseille (ongepubliceerd; postume publicatie: Plon, 1947)
- 1940–1943 Pensées sans ordre concernant l'amour de Dieu (ongepubliceerd; postume publicatie: Gallimard, 1962)
- 1940–1942 Cahiers. III (ongepubliceerd; postume publicatie: Plon, 1956)
- 1941–1942 Intuitions pré-chrétiennes (ongepubliceerd; postume publicatie: La Colombe, 1951)
- 1942 Lettre à un religieux (ongepubliceerd; postume publicatie: Gallimard, 1951)
- 1942 Attente de Dieu (ongepubliceerd; postume publicatie: La Colombe, 1950)
- 1942-1943 La connaissance surnaturelle (ongepubliceerd; postume publicatie: Gallimard, 1950)
- 1943 L'agonie d'une civilisation vue à travers un poème épique en En quoi consiste l'inspiration occitanienne, in: Les Cahiers du Sud, onder pseudoniem van Émile Novis
- 1943 L'Enracinement: Prélude à une déclaration des devoirs envers l'être humain (ongepubliceerd; postume publicatie: Gallimard, 1949)
- 1943 Écrits de Londres et dernières lettres (ongepubliceerd; postume publicatie: Gallimard, 1957)
- Écrits historiques et politiques (ongepubliceerd; postume publicatie: Gallimard, 1960)
- 1950 Note sur la suppression générale des partis politiques (ongepubliceerd; postume publicatie: Allia, 2017)
- 1957 La personne et le sacré (ongepubliceerd; postume publicatie: Allia, 2018)

## Bronverwijzing
1. ↑  Simone Weil. Oorlog en revolutie. IAVM, voorwoord, pag. 2.
2. ↑  Ludivine Benard, Vertaling: Johny Lenaerts (2020). De Waarheid als Roeping: het leven van Simone Weil. www.kelderuitgeverij.nl, pp.71-93. ISBN 978-90-79395-52-1.